# Мохуватки
Мохува́тки (Bryozoa, Ectoprocta) — тип дрібних колоніальних, переважно морських тварин, що нараховує близько 8 тисяч видів, більшість з яких формують жорсткі скелети з карбонату кальцію.

## Опис
Розміри окремих особин не перевищують 1—3 мм, колонії мохуваток, що стеляться, можуть займати площу понад 1 м². Колонії мають безліч форм: одні обростають різні поверхні (камені, раковини, водорості) у вигляді скориночок і грудок; інші мають віяловий, дерево- або кущоподібний вигляд. Як випливає з назви, колонії деяких мохуваток зовні схожі на моховий покрив; інші ж можна сплутати з гідроїдними або коралами.
У зв'язку з сидячим способом життя всі системи органів спрощені. Рот веде в глотку, далі йде стравохід, шлунок, вигнута у вигляді петлі кишка. Анальний отвір лежить на спинній стороні тіла поблизу рота, але поза віночком щупальців. Дихальна, кровоносна і видільна системи у більшості мохуваток відсутні. Дихання здійснюється через щупальця і поверхню тіла. Наявна вторинна порожнина, рідина якої виконує функції крові. Видільні речовини збираються у фагоцитах і виводяться через кишківник. Нервова система складається з ганглія та нервів, що відходять від нього.